# Anaerobiosi
L'anaerobiosi è la caratteristica di diversi organismi, detti anaerobici (o anaerobi), di non richiedere per il proprio metabolismo la presenza di ossigeno molecolare (O2), per i quali può risultare addirittura estremamente tossico. Si contrappone all'aerobiosi.

## Anaerobiosi nei sistemi viventi

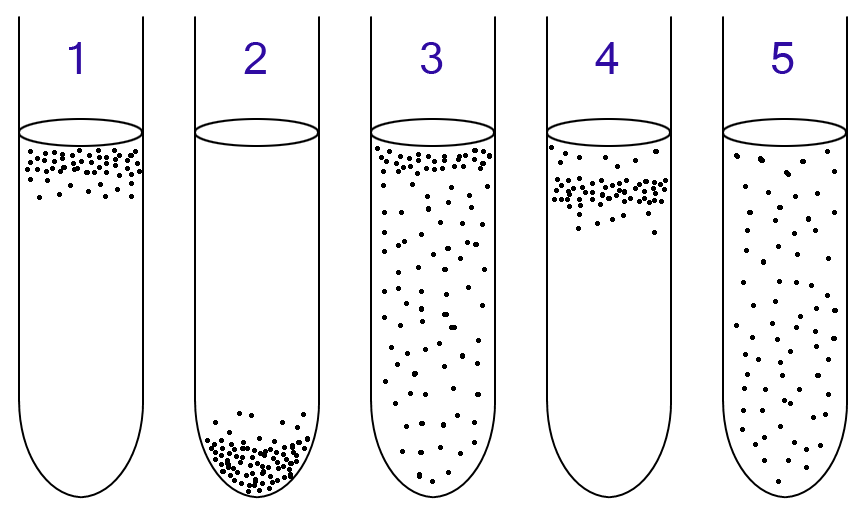
I batteri aerobi e anaerobi possono essere identificati attraverso una coltura in sospensione:
1: I batteri aerobi obbligati si raccolgono in testa alla provetta, in modo da assorbire la maggior quantità possibile di O_{2}.
2: I batteri anaerobi obbligati si raccolgono sul fondo, per evitare l'O_{2}.
3: I batteri aerobi facoltativi possono crescere sia in presenza che in assenza di O_{2}, per cui si distribuiscono lungo tutta la provetta concentrandosi in maniera maggiore in prossimità della superficie in quanto crescono meglio in presenza di O_{2}.
4: I microaerofili si raccolgono nella parte superiore della provetta, ma non in testa; essi richiedono infatti O_{2} a bassa concentrazione.
5: Il metabolismo dei batteri aerotolleranti non è influenzato dalla presenza di O_{2} e, per tale motivo, sono diffusi lungo tutta la provetta.

Esistono diversi tipi di organismi anaerobici.
- Gli anaerobi obbligati sono un gruppo di organismi che non sono in grado di sopravvivere in presenza delle abituali concentrazioni atmosferiche di O2. Tali anaerobi non sono in grado di sopravvivere perché non dotati di enzimi come la superossido dismutasi, la catalasi e la perossidasi, in grado di proteggerli dallo stress ossidativo generato da O2.
- Gli aerobi facoltativi, invece, crescono meglio in presenza di O2, ma ne tollerano anche l'assenza.
- Gli organismi microaerofili sono in grado di utilizzare O2, ma solo a concentrazioni ridotte (nell'ordine di micromoli). La loro crescita è inibita da concentrazioni normali di O2 (pari a circa 200 micromolare ovvero 200 μM). I nanoaerobi sono organismi affini, che richiedono concentrazioni dell'ordine di nanomoli di O2 per poter crescere.
- Gli organismi aerotolleranti non richiedono O2, non presentano alcun tipo di metabolismo in grado di utilizzarlo, ma sono in grado di sopravvivere se esposti all'aria, poiché dotati degli enzimi necessari a resistere agli stress ossidativi.

Gli anaerobi obbligati possono servirsi di reazioni di fermentazione e svolgere la respirazione anaerobica (dove l'accettore finale di elettroni è una molecola diversa dall'ossigeno). Gli anaerobi facoltativi, invece, utilizzano la respirazione aerobica in presenza di O2 : in sua assenza, invece, sono in grado di fermentare. Gli organismi aerotolleranti sono strettamente fermentanti. I microaerofili possono svolgere alternativamente respirazione aerobica e anaerobica.

## Processi anaerobici
Le reazioni di fermentazione che gli organismi anaerobici portano a termine per svolgere la respirazione anaerobica sono variegate.
La maggior parte degli anaerobi utilizza la via di fermentazione dell'acido lattico (CH3-CHOH-COOH), (detta fermentazione lattica), che permette di utilizzare l'energia liberata dall'ossidazione del glucosio per la formazione di un legame fosfodiestere, trasformando ADP in ATP:
{\displaystyle {\ce {C6H12O6 + 2 ADP + 2 PO4^3- -> 2 CH3CHOHCOOH + 2 ATP}}}
L'energia liberata in questa reazione è di circa 150 kJ per mole. Si tratta del 5% dell'energia ricavabile da una molecola di glucosio in una normale respirazione aerobica.
Piante e funghi (tra cui i lieviti), anaerobi facoltativi, utilizzano la fermentazione alcolica, quando la presenza di O2 è ridotta:
{\displaystyle {\ce {C6H12O6 + 2 ADP + 2 PO4^3- -> 2 C2H5OH + 2 CO2 + 2 ATP}}}
L'energia liberata in questa reazione è leggermente maggiore, pari a circa 180 kJ per mole.
I batteri anaerobi e gli Archaea utilizzano queste e molte altre vie di fermentazione, p.es. i processi che portano alla formazione di acido propionico o di acido butirrico. Rientra tra i processi anaerobici usati dagli Archaea anche la metanogenesi.